# Abianbase (Gianyar)
Abianbase is een bestuurslaag in het regentschap Gianyar van de provincie Bali, Indonesië. Abianbase telt 6055 inwoners (volkstelling 2010).